# Пульс

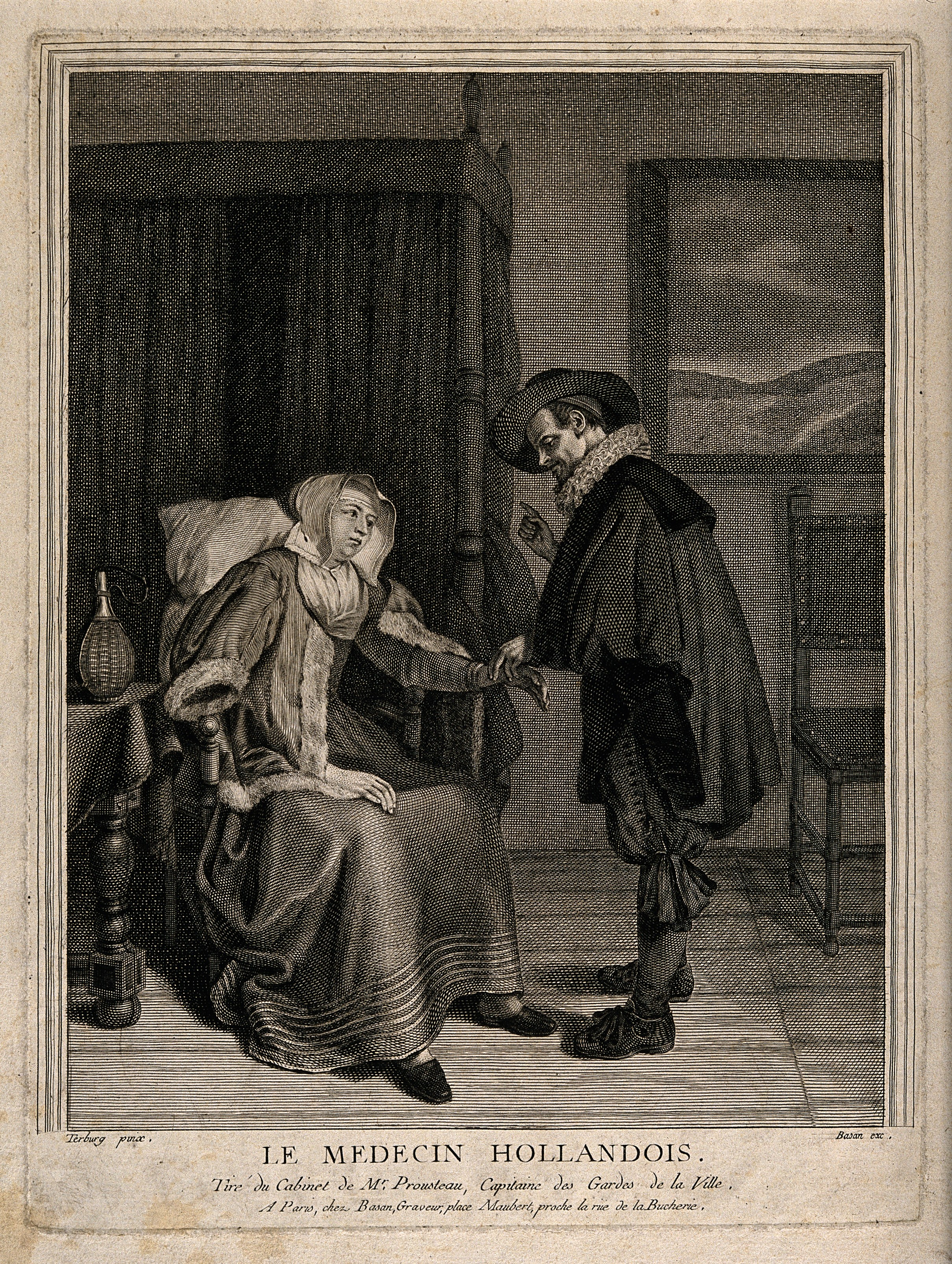
Лікар вивчає пульс у пацієнтки.

Пульс (з лат. pulsus — пульс, рідше штовхання, биття ) — це періодичне, синхронне з діяльністю серця коливання стінок артерій, яке спричинює скорочення серця, вигнання крові в артеріальну систему і зміну в ній тиску впродовж періоду систоли та діастоли.
Характер пульсу залежить від діяльності серця і стану артерій. Він змінюється також при психічному збудженні, фізичній роботі, коливаннях навколишньої температури, при дії уведених лікарських препаратів, алкоголю.

## Різновиди пульсу
- Артеріальний:

- Центральний (на аорті, сонних артеріях)
- Периферичний (на променевій артерії, артерії тильного боку стопи)

- Венозний;
- Капілярний.

## Основні ознаки пульсу
При дослідженні пульсу визначають такі його характеристики:
- Частота
- Ритмічність
- Дефіцит
- Напруження
- Наповнення
- Симетричність на обох руках
- Висота
- Швидкість
- Рівномірність
- Наявність дикротії (відчуття двох коливань стінок судин)
- Парадоксальність
- Лабільність

Частота пульсу — це кількість пульсових хвиль за 1 хвилину. У здорової людини працездатного віку кількість пульсових хвиль відповідає кількості серцевих скорочень і дорівнює 60—80 за 1 хвилину. Частоту серцевих скорочень понад 80 називають тахікардією[джерело?], а частоту серцевих скорочень менше ніж 60 ударів за 1 хвилину — брадикардією[джерело?]. Поява тахікардії, брадикардії і аритмії вимагає уважного спостереження за хворим, особливо якщо ці ознаки з'являються у хворого вперше.
У фізіологічних умовах частота пульсу залежить від багатьох факторів:
- від віку (найчастіший пульс у перші роки життя);
- фізичної роботи, під час якої пульс прискорюється;
- від статі (у жінок пульс на 5—10 ударів за хвилину частіший, ніж у чоловіків);
- від впливу емоцій (при страху, гніві пульс частішає);
- від тренованості (у тренованому серці пульс буває нечастим);

Причиною прискореного пульсу може бути підвищення температури тіла. За правилом Лібермейстера підвищення температури тіла на 1°С спричинює почастішання пульсу на 8—10 ударів за 1 хвилину.
Ритм пульсу оцінюють за регулярністю появи пульсових хвиль. Якщо вони з'являються через однакові проміжки часу, то ритм вважають правильним (ритмічний пульс). При різних інтервалах між пульсовими хвилями ритм пульсу називають неправильним (аритмія).
Деякі скорочення є настільки слабкими, що пульсова хвиля не досягає периферичних артерій і не визначається при пальпації.
Дефіцит пульсу — коли кількість пульсових хвиль стає меншою, ніж частота серцевих скорочень. Тому недостатньо порахувати пульс на променевій артерії, а обов'язково треба порахувати кількість серцевих скорочень. Різниця цих двох показників і визначає дефіцит пульсу.
Переміжний пульс — чергування слабких та сильних пульсових хвиль, ознака важкого ушкодження серцево-судинної системи.
Напруженням пульсу називають ступінь опору артерії натиску пальця. Його визначає сила, з якою потрібно притиснути стінку артерії, щоб припинити пульсацію. Ступінь напруження пульсу залежить від рівня артеріального тиску: при його підвищенні пульс стає твердим або напруженим (судину важко стиснути), при зниженні — м'яким (при зниженні артеріального тиску достатньо легко натиснути на артерію, як пульс зникає).
Наповненням пульсу називають ступінь наповнення артерії кров'ю під час систоли серця. Воно залежить від величини серцевого викиду, тобто від кількості крові, яку викидає серце в судини під час свого скорочення. При доброму наповненні під пальцями відчутно високу пульсову хвилю, а при поганому — малі пульсові хвилі.
Ниткоподібний пульс — частий, ледве відчутний пульс.
Аритмія найчастіше є проявом захворювання серцевого м'яза, провідної системи серця, порушення нервової регуляції.
Екстрасистолічна аритмія — між двома черговими скороченнями серця виникає додаткова систола (екстрасистола). Пауза, що виникає за екстрасистолою, називається компенсаторною паузою і є значно довшою від звичайної. Екстрасистоли можуть бути поодинокими або груповими. При деяких захворюваннях виникають напади екстрасистолічної тахікардії, що тривають від кількох секунд до кількох днів. Ці напади називаються пароксизмальною тахікардією.
Миготлива аритмія — характеризується відсутністю якоїсь закономірності ритму і наповнення пульсу. Дана аритмія є наслідком тяжкого пошкодження міокарда (вада серця, атеросклероз, гіпертиреоз). Дуже часто при миготливій аритмії розвивається так званий дефіцит пульсу, при якому не всі серцеві скорочення виштовхують в артерії достатню кількість крові.

## Дослідження пульсу
Частоту серцевих скорочень та периферичної пульсації можна визначати за допомогою пристроїв, найчастіше медичних. З наукової точки зору, це називають пульсометрією.
Найросповсюдженішими методами пульсометрії є:
- Пальцеве (пальпаторно-тактильне) дослідження з таймером (наприклад, годинником)
- ЕКГ
- Пульсоксиметрія

З діагностичною метою пульс досліджують на сонній, скроневій, підключичній, променевій, підколінній, задній великогомілковій артеріях. Найпростішим методом дослідження пульсу є обмацування у ділянках, де артерії розміщені ближче до поверхні тіла. Звичайно місця дослідження пульсу є одночасно точками надавлювання артерій для зупинки артеріальної кровотечі внаслідок прилягання артеріальних судин до кісток у цих місцях.
Найлегше досліджувати пульс на променевій артерії, яка розміщена поверхнево і легко пальпується між шилоподібним відростком променевої кістки і сухожиллям внутрішнього променевого м'яза. Досліджуючи пульс на променевій артерії, долоню розміщують вище від променево-зап'ясткового суглоба таким чином, щоб великий палець знаходився на тильній поверхні передпліччя, а решта пальців — на променевій артерії біля основи першого пальця хворого.
Дослідження пульсу починають на обох руках. Пульс на правій руці досліджують лівою і навпаки. Пальпацію пульсу проводять другим, третім і четвертим пальцями, якими помірно притискують артерію до внутрішнього боку променевої кістки. Для їх визначення підраховують кількість пульсових хвиль за 30 секунд і отриману величину множать на 2. При неправильному ритмі підрахунок ведуть протягом 1 хвилини.
Порівнюють величину і синхронність появи пульсових хвиль на правій і лівій променевій артеріях. Різну величину пульсових хвиль на цих артеріях спостерігають при аномаліях розвитку, звуженні або стискуванні ззовні однієї з артерій. За наявності різниці пульсу дослідження проводять на тій променевій артерії, де пульсові хвилі виявляють краще.
Крім променевої артерії, пульс досліджують і на інших судинах. На сонних артеріях досліджують пульс почергово з кожного боку без сильного тиску на артерію. При значному тиску на сонну артерію можливе різке сповільнення серцевої діяльності аж до зупинки серця і зниження артеріального тиску. В обстежуваного може виникнути запаморочення, корчі.
Пульс на стегновій артерії досліджують в паховій ділянці при випрямленому і дещо повернутому назовні стегні. На підколінній артерії пульс досліджують в підколінній ямці у положенні хворого лежачи на животі. Пульс на артеріях тильного боку стопи пальпують на тильній поверхні стопи в проксимальній частині першого міжплесневого простору.
Результати дослідження пульсу записують в історію хвороби чи амбулаторну картку, вказують ритм. Частоту пульсу щоденно відмічають червоним олівцем в індивідуальному температурному листку. З'єднання крапок, які відповідають відміченій частоті пульсу, називають пульсовою кривою, при аритмії її зображують переривною лінією.

### Східна медицина
Методом визначення здоров'я людини у східній медицині вважається діагностика за пульсом.

### Реабілітація та спортивна медицина
У реабілітації хворих та у спортивній медицині, одним із основних показників за яким контролюють стан організму є ЧСС або периферійний пульс(ПП).